# Ronde van Italië 2013/Veertiende etappe
De 14e etappe van de Ronde van Italië 2013 werd op 18 mei gereden. Het betrof een bergrit over 168 kilometer van Cervere naar Bardonecchia. De rit werd gewonnen door Mauro Santambrogio uit Italië die op de slotklim er samen met zijn landgenoot, de rozetruidrager, Vincenzo Nibali vandoor ging. Nibali pakte meer voorsprong in het algemeen klassement in de rit die werd geteisterd door slecht weer.

## Verloop
In de ochtend voor het begin van de etappe werd bekendgemaakt dat de klim naar Sestriere uit de rit gehaald zou worden in verband met slecht weer. Niet alleen beklimmingen vielen uit door het slechte weer. Ook de Italiaan Enrico Battaglin (winnaar 4e etappe) en Alessandro Vanotti vielen uit door valpartijen ten gevolge van het slechte weer. Er ontstond een kopgroep van vier man met daarin de Italiaanse oud-rozetruidrager Luca Paolini. De groep kreeg een maximale voorsprong van bijna tien minuten waarvan aan het begin van de laatste beklimming nog ongeveer vier minuten over was. Paolini was de laatste die uiteindelijk teruggepakt werd door de groep favorieten die vaart gingen maken. Ondertussen zakte de best geklasseerde Nederlander Robert Gesink door het ijs. In de kou kon hij het tempo van de aanvallende Italiaanse rozetruidrager Vincenzo Nibali niet bijbenen. Samen met Mauro Santambrogio (Italië) reed die alle concurrenten op achterstand. Tevreden met de tijd die Nibali gewonnen had gaf hij de overwinning aan Mauro Santambrogio. Op de tweede plek kwam Nibali zelf en op acht seconden achterstand volgde de Colombiaan Carlos Alberto Betancur op de derde plek.
De Italiaan Vincenzo Nibali verstevigt zijn positie in het algemeen klassement door veel tijd te winnen. Hij heeft nu een voorsprong van één minuut en 26 seconden op de Australische nummer twee Cadel Evans. Ook de Colombiaan Rigoberto Urán verloor veel tijd. Hij staat op de derde plek met een achterstand van twee minuten en 46 seconden. De beste Nederlander, Robert Gesink, verloor ruim vier minuten op de slotklim en staat nu op de elfde plek met een achterstand van zes minuten en veertig seconden. Ook de beste Belg verloor tijd. Francis De Greef verloor vier én een halve minuut en staat nu op de vierentwintigste plaats met een achterstand van zes minuten en 44 seconden.
In het puntenklassement gaat de Brit Mark Cavendish nog steeds aan de leiding. Ook aan de top van het bergklassement gebeurt niks: de Italiaan Stefano Pirazzi gaat daar nog steeds aan de leiding. In het jongerenklassement verloor de Pool Rafał Majka tijd maar hij behoudt net voldoende voorsprong om de witte trui ook in de vijftiende etappe te mogen dragen. De Britse Sky ProCycling ploeg gaat aan de leiding van het ploegenklassement na deze veertiende etappe.

## Uitslag
| Cervere - Bardonecchia (168 km) |                         |                           |          |
| Plaats                          | Naam                    | Ploeg                     | Tijd     |
| Winnaar                         | Mauro Santambrogio      | Vini Fantini-Selle Italia | 4u42'55" |
| 2                               | Vincenzo Nibali         | Astana Pro Team           | z.t.     |
| 3                               | Carlos Alberto Betancur | AG2R-La Mondiale          | + 9"     |
| 4                               | Samuel Sánchez          | Euskaltel-Euskadi         | + 26"    |
| 5                               | Rigoberto Urán          | Sky ProCycling            | + 30"    |
| 6                               | Cadel Evans             | BMC Racing Team           | + 33"    |
| 7                               | Domenico Pozzovivo      | Androni Giocattoli        | z.t.     |
| 8                               | Robert Kišerlovski      | RadioShack-Leopard        | z.t.     |
| 9                               | Sonny Colbrelli         | Bardiani Valvole-CSF Inox | + 55"    |
| 10                              | Rafał Majka             | Team Saxo-Tinkoff         | + 59"    |
|                                 |                         |                           |          |
| 33                              | Wilco Kelderman         | Blanco Pro Cycling        | + 4'16"  |
| 41                              | Francis De Greef        | Lotto-Belisol             | + 4'30"  |

## Klassementen
| Algemeen klassement |                         |                           |           |
| Plaats              | Naam                    | Ploeg                     | Tijd      |
| Roze trui           | Vincenzo Nibali         | Astana Pro Team           | 57u20'52" |
| 2                   | Cadel Evans             | BMC Racing Team           | + 1'26"   |
| 3                   | Rigoberto Urán          | Sky ProCycling            | + 2'46"   |
| 4                   | Mauro Santambrogio      | Vini Fantini-Selle Italia | + 2'47"   |
| 5                   | Michele Scarponi        | Lampre-Merida             | + 3'53"   |
| 6                   | Przemysław Niemiec      | Lampre-Merida             | + 4'55"   |
| 7                   | Domenico Pozzovivo      | AG2R-La Mondiale          | + 5'02"   |
| 8                   | Rafał Majka             | Team Saxo-Tinkoff         | + 5'32"   |
| 9                   | Carlos Alberto Betancur | AG2R-La Mondiale          | + 5'39"   |
| 10                  | Beñat Intxausti         | Team Movistar             | + 5'41"   |
|                     |                         |                           |           |
| 11                  | Robert Gesink           | Blanco Pro Cycling        | + 6'40"   |
| 24                  | Francis De Greef        | Lotto-Belisol             | + 16'44"  |

| Puntenklassement |                    |                           |        |
| Plaats           | Naam               | Ploeg                     | Punten |
| Rode trui        | Mark Cavendish     | Omega Pharma-Quickstep    | 109    |
| 2                | Cadel Evans        | BMC Racing Team           | 83     |
| 3                | Mauro Santambrogio | Vini Fantini-Selle Italia | 77     |
|                  |                    |                           |        |
| 33               | Pim Ligthart       | Vacansoleil-DCM           | 22     |
| 36               | Bert De Backer     | Argos-Shimano             | 20     |

| Bergklassment |                   |                           |        |
| Plaats        | Naam              | Ploeg                     | Punten |
| Blauwe trui   | Stefano Pirazzi   | Bardiani Valvole-CSF Inox | 46     |
| 2             | Jackson Rodriguez | Androni Giocattoli        | 26     |
| 3             | Robinson Chalapud | Colombia                  | 23     |
|               |                   |                           |        |
| 14            | Willem Wauters    | Vacansoleil-DCM           | 9      |
| 32            | Pim Ligthart      | Vacansoleil-DCM           | 3      |

| Jongerenklassement |                         |                    |           |
| Plaats             | Naam                    | Ploeg              | Tijd      |
| Witte trui         | Rafał Majka             | Team Saxo-Tinkoff  | 57u26'24" |
| 2                  | Carlos Alberto Betancur | AG2R-La Mondiale   | + 7"      |
| 3                  | Wilco Kelderman         | Blanco Pro Cycling | + 7'51"   |
|                    |                         |                    |           |
| 8                  | Jens Keukeleire         | Orica-GreenEdge    | +1u03'04" |

| Ploegenklassement |                    |           |
| Plaats            | Ploeg              | Tijd      |
|                   | Sky ProCycling     | 157u1928" |
| 2                 | Blanco Pro Cycling | + 7'02"   |
| 3                 | Lampre-Merida      | + 7'15"   |

## Uitvallers
- De Nederlander Karsten Kroon (Team Saxo-Tinkoff) is niet gestart vanwege bronchitis.[2]
- De Italiaan Daniele Bennati is niet gestart door aanhoudende ziekte.[2]
- De Belg Gert Steegmans is niet gestart vanwege maagproblemen.[2]
- De Australiër Jack Bobridge is niet gestart vanwege aanhoudende problemen door een valpartij eerder in deze ronde.[2]
- De Italiaan Enrico Battaglin (Bardiani Valvole-CSF Inox) heeft de etappe niet uitgereden. Door een val heeft hij een rib gebroken.[3]
- De Italiaan Alessandro Vanotti (Astana) heeft de etappe niet uitgereden. Door een val heeft hij een sleutelbeen gebroken.[3]
- De Brit David Millar (Team Garmin-Sharp) heeft de etappe niet uitgereden.[4]

1e etappe ·
2e etappe ·
3e etappe ·
4e etappe ·
5e etappe ·
6e etappe ·
7e etappe ·
8e etappe ·
9e etappe ·
10e etappe ·
11e etappe ·
12e etappe ·
13e etappe ·
14e etappe ·
15e etappe ·
16e etappe ·
17e etappe ·
18e etappe ·
19e etappe ·
20e etappe ·
21e etappe
Startlijst · Eindstanden · Afbeeldingen